# 大湖口溪
大湖口溪，是位於台灣中部的河流，為虎尾溪之支流，河長約28公里，流域面積47.20平方公里，發源於古坑鄉大尖山。主流向西北流至庚子頭轉西南，至大湖口聚落納左側支流後轉西北，經崁頭厝後流入斗南鎮，經阿丹後至斗南市區南邊，成為斗南鎮與大埤鄉之間的界河，最終於埔羗崙注入虎尾溪。

## 歷史
大湖口溪原本獨流入海。在清乾隆、嘉慶年間的幾次水患裡，北方的濁水溪洪水往南漫流，堵住其中下游河道，而且「併入」了原本在南方的北港溪水系，從而成為其支流。

## 主要支流
以下由河口至源頭列出水系主要河川，其中粗體字為主流河道：
- 大湖口溪：雲林縣大埤鄉、斗南鎮、古坑鄉
  - 豐田排水：雲林縣大埤鄉